# Благодать (фільм)
«Благодать» (італ. La grazia) — італійський драматичний кінофільм 2025 року, зрежисований і написаний Паоло Соррентіно. Головні ролі виконали Тоні Сервілло та Анна Ферцетті. 27 серпня 2025 року фільм відкриє 82-й Венеційський кінофестиваль, де також візьме участь в основній конкурсній програмі.

## Сюжет
Президент Італії Маріано Де Сантіс — правознавець у галузі кримінального права, немолодий удівець, який виховав двох дітей. Його президентський термін добігає кінця, залишилось тільки вирішити моральні дилеми, які вкрай турбують католика Де Сантіса — що робити з петиціями про помилування двох убивць і чи варто приймати проблемний закон про евтаназію.

## У ролях
- Тоні Сервілло — президент Італії Маріано Де Сантіс
- Анна Ферцетті — Доротея, донька Де Сантіса
- Массімо Вентур'єлло — Уго Романі
- Орландо Сінк — полковник Лабаро
- Мільвія Марільяно — Коко Валорі
- Джузеппе Каяні — Ланфранко Маре
- Джованна Джуда — Валерія Каф'єро

## Створення
Про початок роботи над новим фільмом Паоло Соррентіно було оголошено в грудні 2024 року. Головну роль виконав постійний актор Соррентіно Тоні Сервілло, про роботу з яким режисер казав: «Крім дружніх, братерських і професійних відносин, взаємної поваги, для мене Тоні на знімальному майданчику є обнадійливою фігурою. Мене заспокоює усвідомлення того, що я збираюся працювати з ним».
Знімальний процес пройшов з березня по травень 2025 року в Турині, в якому Соррентіно працював вперше з часів «Дивовижного» (2008), зокрема в замках Валентіно та Монкальєрі, Королівському палаці, Політехнічному університеті та Єгипетському музеї. Також фільмування велись на площі Іспанії в Римі.

## Сприйняття
Альберто Барбера, директор Венеційського кінофестивалю, де вперше покажуть фільм, назвав його «сюрпризом, вкрай оригінальною та стильною історією». Фільм, на думку Барбери, суттєво відрізняється від останніх робіт Соррентіно, більше нагадуючи його ранні стрічки, як-то «Наслідки кохання».
Сам Соррентіно так казав про «Благодать»:
|  | Це фільм про кохання, сумнів і моральну дилему. В юності я був глибоко вражений «Декалогом» Кшиштофа Кесльовського. Не думаю, що я хоча б відносно наблизився до генія Кесльовського, до глибини, з якою він відносився до моральних тем, проте спробував це зробити в той історичний момент, коли етика подекуди є необов'язковою, вислизаючою, похмурою або часто-густо використовується тільки у практичних цілях. |